# Standbeeldmenhir

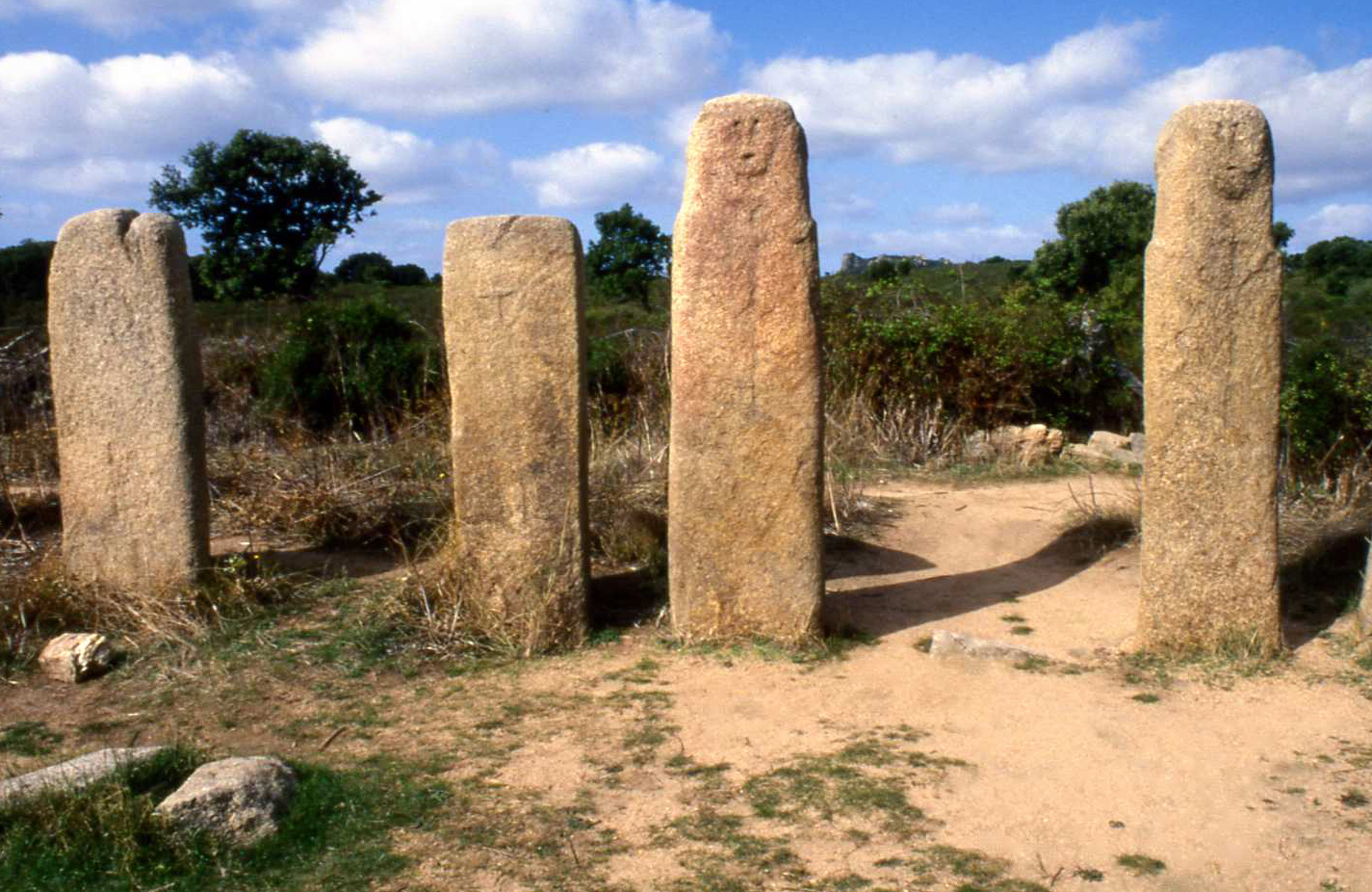
Alignement van Stantari, Corsica

Als standbeeldmenhirs benoemt men plaat- of stele-vormige, beiderzijds bewerkte staande stenen die aan de voorzijde een meer of minder duidelijke antropomorfe vorm, of ten minste een aanduiding van een hoofd, ogenpaar of gezicht tonen.
Standbeeld-menhirs vindt men in meerdere landen van Europa, waar ze meestal samen met onbewerkte menhirs voorkomen.
De meeste standbeeld-menhirs hebben een mannelijke, soms onzijdige en soms vrouwelijke voorstelling. In ieder geval op Corsica dragen de ook vrouwelijke soms wapens.
In Zuid-Frankrijk en het Iberisch schiereiland dragen sommigen een kromstaf.

## Datering

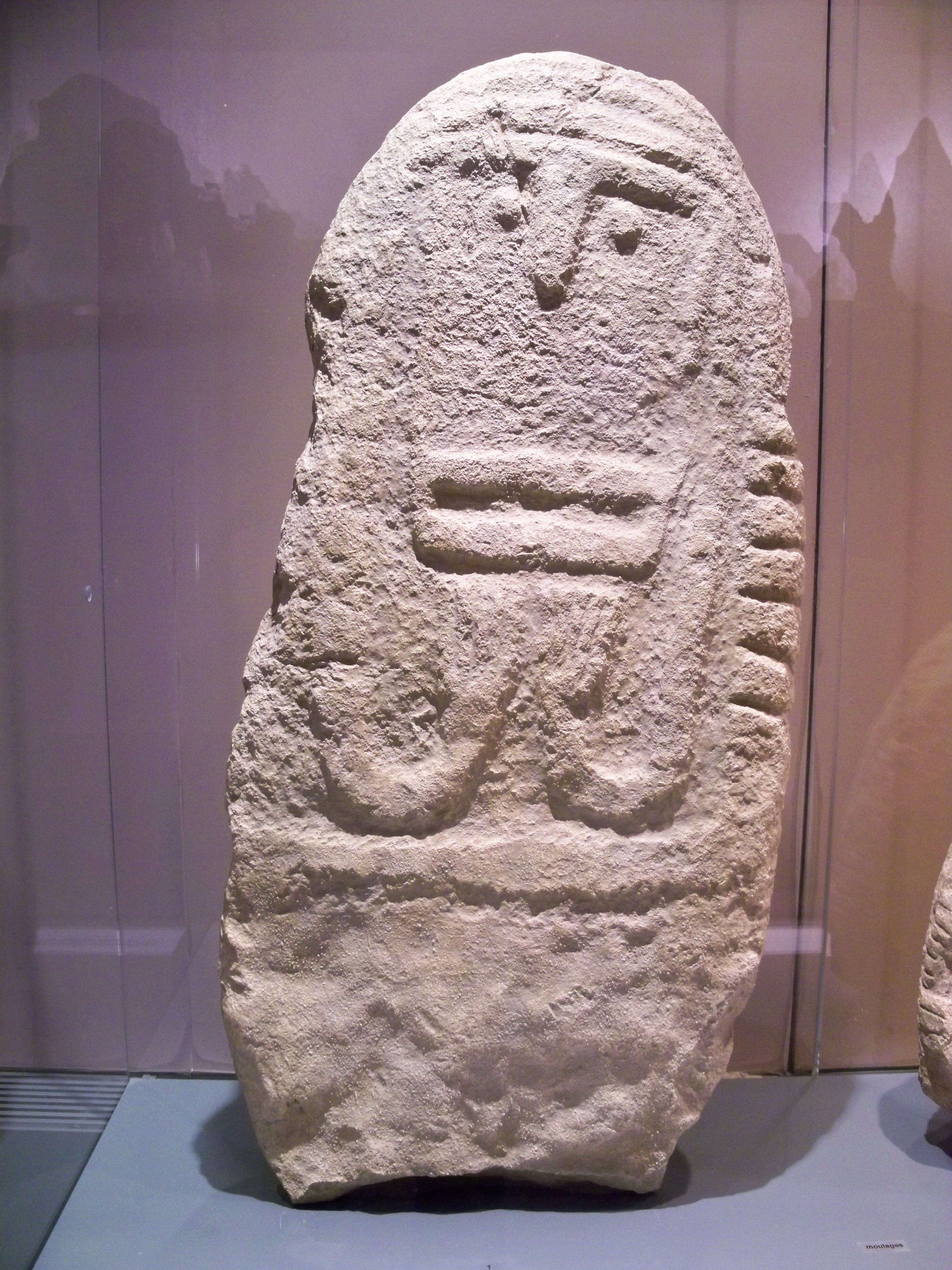
Neolithische steen uit het Musée de Préhistoire des gorges du Verdon

De meeste geleerden dateren de duidelijk kleinere, op de voorkant en vaak ook rondom gladgemaakte stele-vormige standbeeld-menhirs in de kopertijd en vroege bronstijd (3e tot 2e millennium v.Chr.). Sommige dateren uit de vroege ijzertijd. Dit is veel later dan de 'klassieke' menhirs, die volgens de recente stand van onderzoek meest tijdens het neolithicum (in de periode 4200-3500 v.Chr.) ontstonden. Ook wordt door deskundigen besproken of de antropomorfe voorstellingen bij sommige steles de oorspronkelijke vorm vertegenwoordigen, of latere bewerkingen zijn, wat in de meeste gevallen echter onwaarschijnlijk is.

## Verspreiding

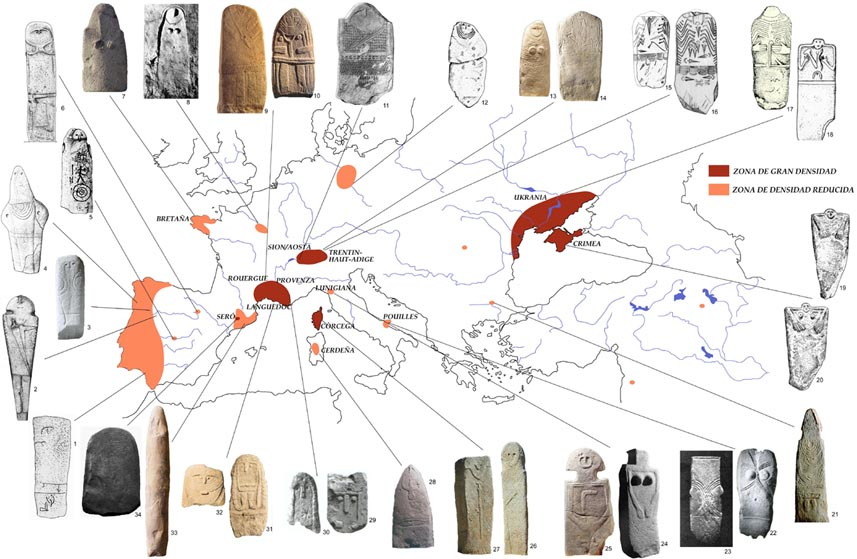

In het westelijke Middellandse Zeegebied komen standbeeld-menhirs in Zuid-Frankrijk, Spanje, Noordwest-Italië, Apulië, Corsica en Sardinië voor.
In Zuid-Frankrijk vindt men in totaal 144 standbeeld-menhirs in de regio Occitanie (Tarn, Aveyron, Hérault, Gard Rhône-Alpes, Ardèche) en Provence-Alpes-Côte d'Azur.
Op Corsica vindt men naast 630 onbewerkte menhirs 73 standbeeld-menhirs. De standbeelden-menhirs van Corsica zijn de grootste in het Middellandse Zeegebied. Ze zijn tot drie meter hoog en rond 30 cm breed. Ze kunnen in twee hoofdcategorieën worden ingedeeld: Bij de eerste gaat het hoofd zonder overgang over in de romp, bij de tweede zijn hoofd en romp duidelijk onderscheiden.
Op Sardinië werden rond 50 exemplaren in de omgeving van Laconi gevonden. Een late, zeer geabstraheerde vorm zijn de Sardijnse betylen. Dit zijn meestal niet erg hoge, slanke, granaatvormige rechtopstaande stenen. Sommigen hebben gaten als ogen, anderen hebben borsten. Een enkele heeft een menselijk gezicht.
Op het Italiaanse vasteland vindt men ze met name in de Lunigiana (tegenwoordig de provincies La Spezia en Massa-Carrara) evenals in Zuid-Tirol en Toscane.

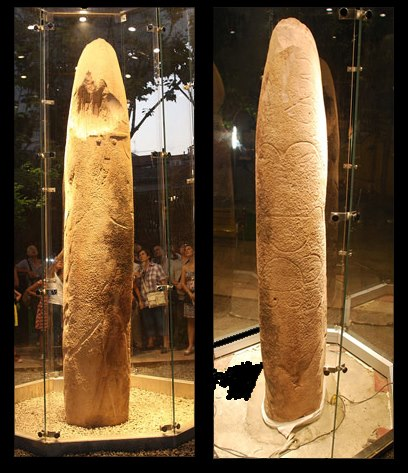
standbeeld-menhir del Pla de les Pruneres (Mollet, Catalonië)

Een klein aantal vindt men in Portugal, Bulgarije, Duitsland, Griekenland en Zwitserland. In Spanje zijn ze te vinden in de westelijke helft en in Catalonië.
In Bretagne en Engeland vindt men plaatvormige menhirs waarbij slechts door een meer of minder uitgesproken verhoging in het midden van de bovenkant een hoofd of nek aangeduid wordt, maar die verder niet bewerkt zijn.
In Noord-Ierland vindt men op Boa Island (County Fermanagh) kleine antropomorfe stenen figuren die bekend werd als de Caldragh-afgoden. De ontstaanstijd hiervan is echter niet duidelijk, en ook wegens hun geringe hoogte van ongeveer 60 cm rekent men deze meestal niet tot de standbeeld-menhirs.
Aan de noordelijke kust van de Zwarte Zee vindt men een grote concentratie stenen in de Krim en Zuid-Oekraïne, waar 300 stelen en standbeeld-menhirs gevonden zijn. Hier worden ze meestal als koergansteles benoemd. Hoewel de meeste koergansteles van latere datum zijn, worden de vroegste tot de Jamnacultuur en Kemi-Obacultuur uit de kopertijd gerekend.
Vergelijkbare stenen vindt men bij de Xemirxekcultuur (bronstijd en vroege ijzertijd, 2500–1800 v.Chr.) in het noorden van Sinkiang.

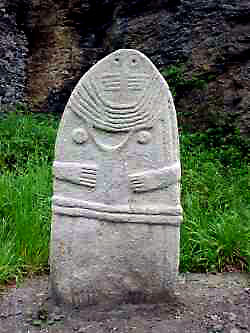
La Dame de Saint-Sernin, Frankrijk
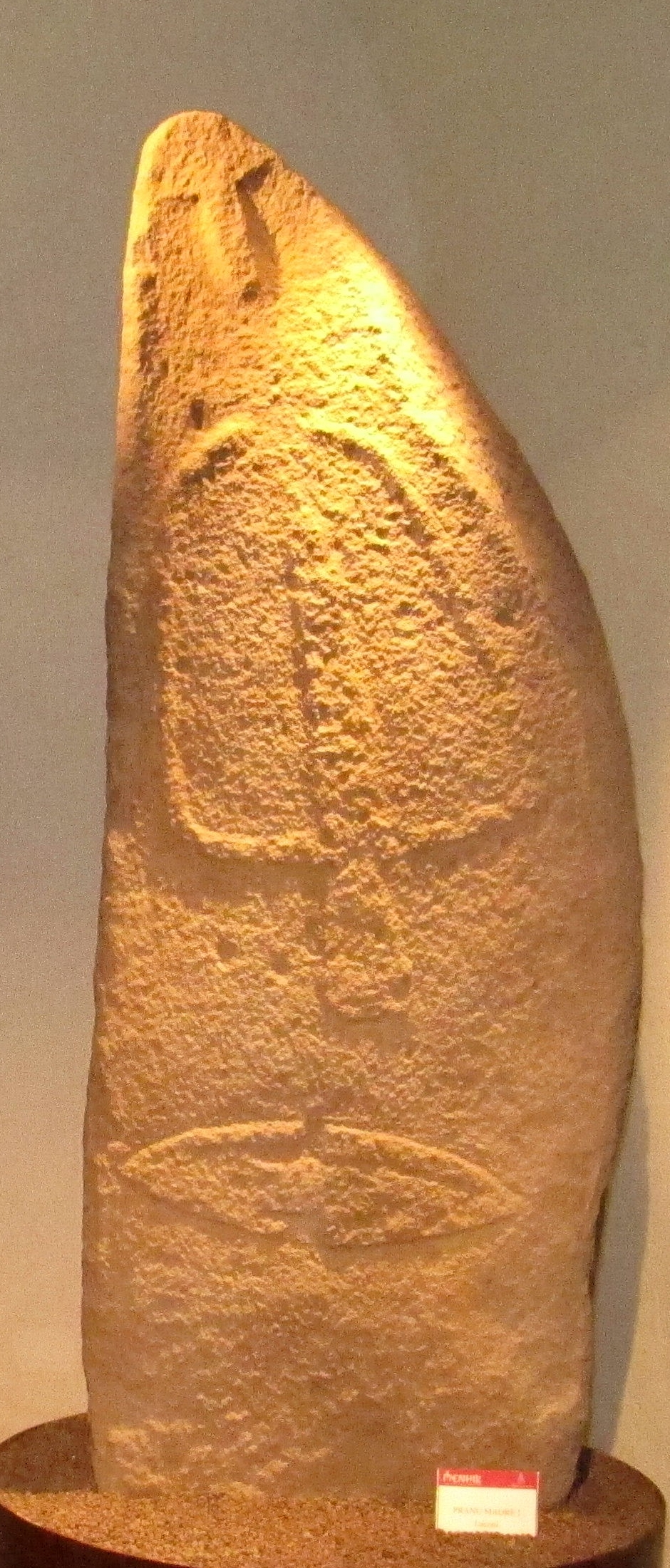
Standbeeldmenhir bij Laconi, Sardinië
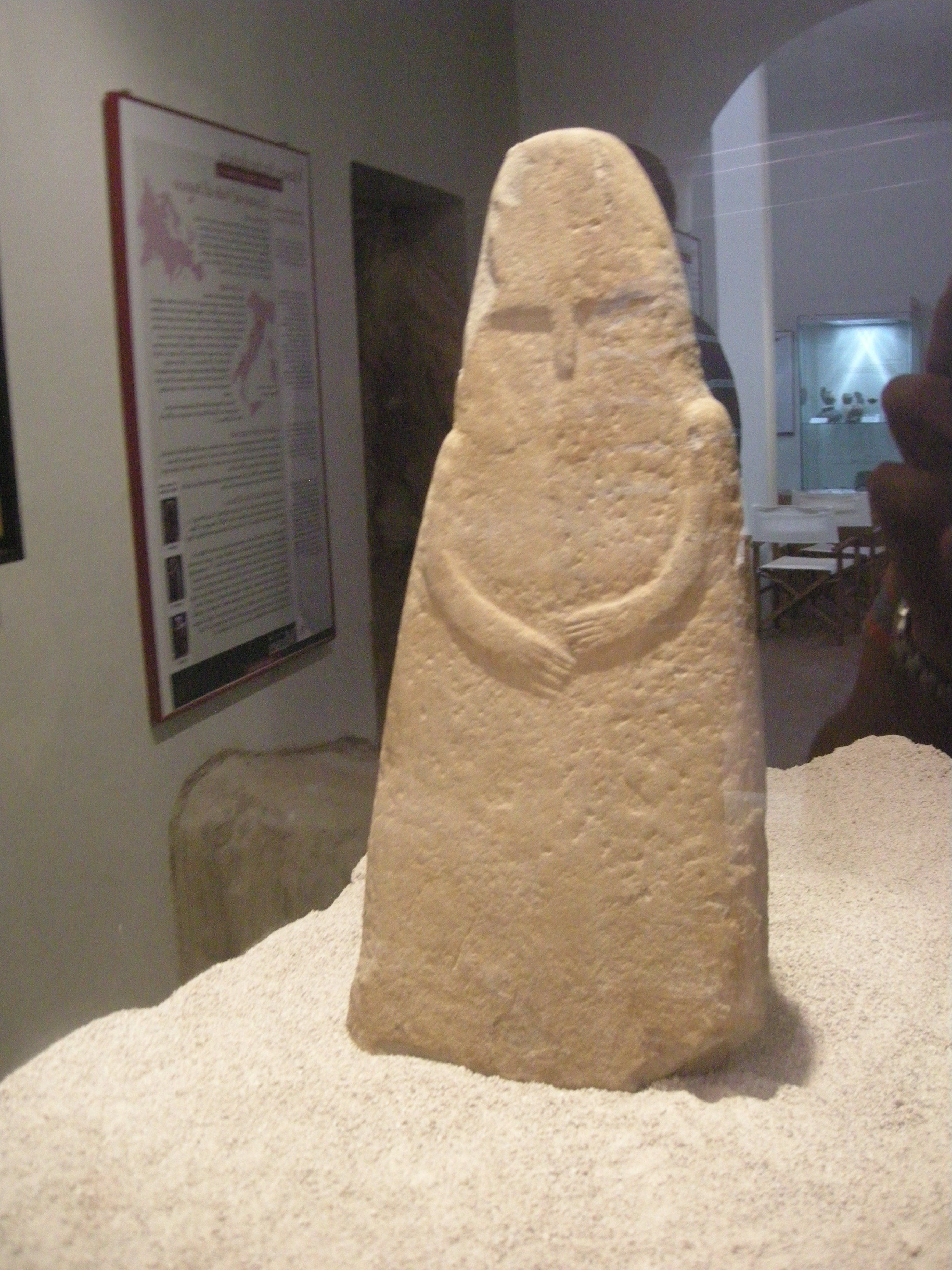
Standbeeldmenhir in het Museo archeologico di massa marittima
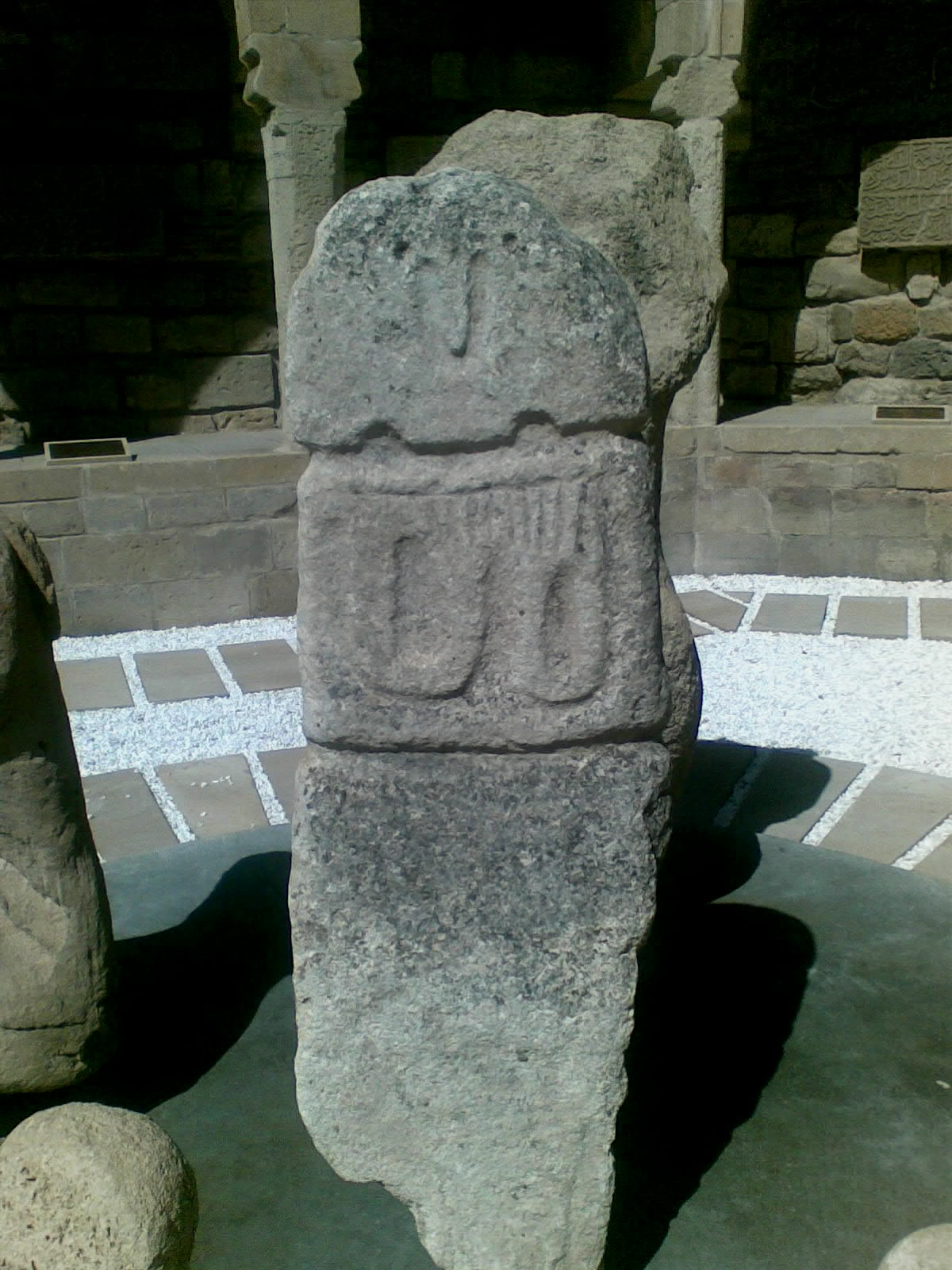
Steen uit Azerbeidzjan
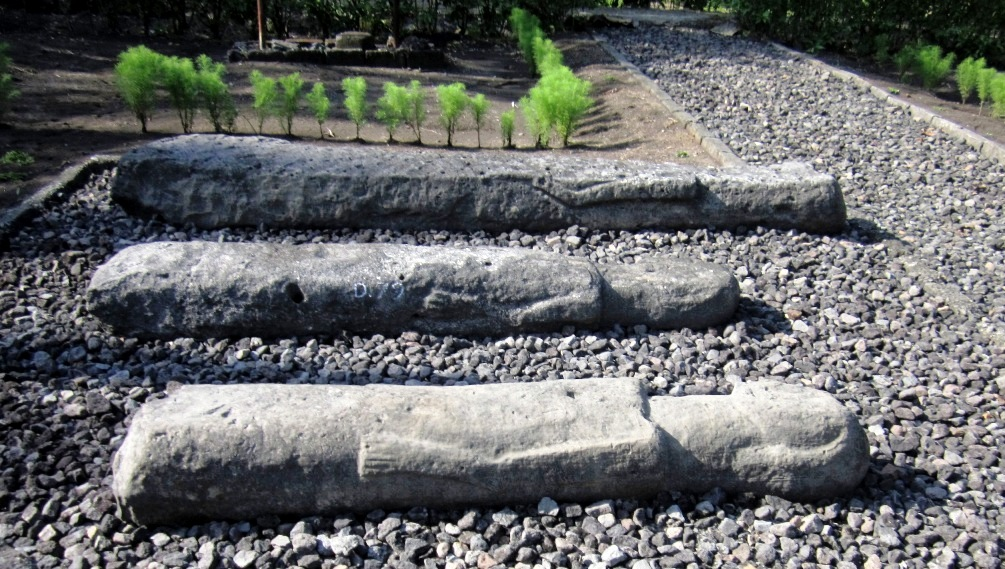
Standbeeld-menhirs uit Gunungkidul in Yogyakarta